# Jørgen Thomsen (politiker)
 For alternative betydninger, se Jørgen Thomsen. (Se også artikler, som begynder med Jørgen Thomsen)
Jørgen Thomsen (født 26. februar 1927 i Syðrugøta, død 15. maj 1995) var en færøsk sømand, mekaniker og politiker (JF).
Han var uddannet mekaniker, men var sømand i flere år før han blev teknisk leder ved Nordafar A/S på Grønland 1959–1964. Han var derefter arbejdsformand ved skibsværftet i Skála 1965–1979. Thomsen var kommunalbestyrelsesmedlem i Skála kommuna 1958–1962 og 1966–1970, valgt til Lagtinget fra Eysturoy 1978–1994, næstformand i Javnaðarflokkurin i 1980erne og lagtingsformand 1990–1991.